# Peregrinatio in Terram Sanctam

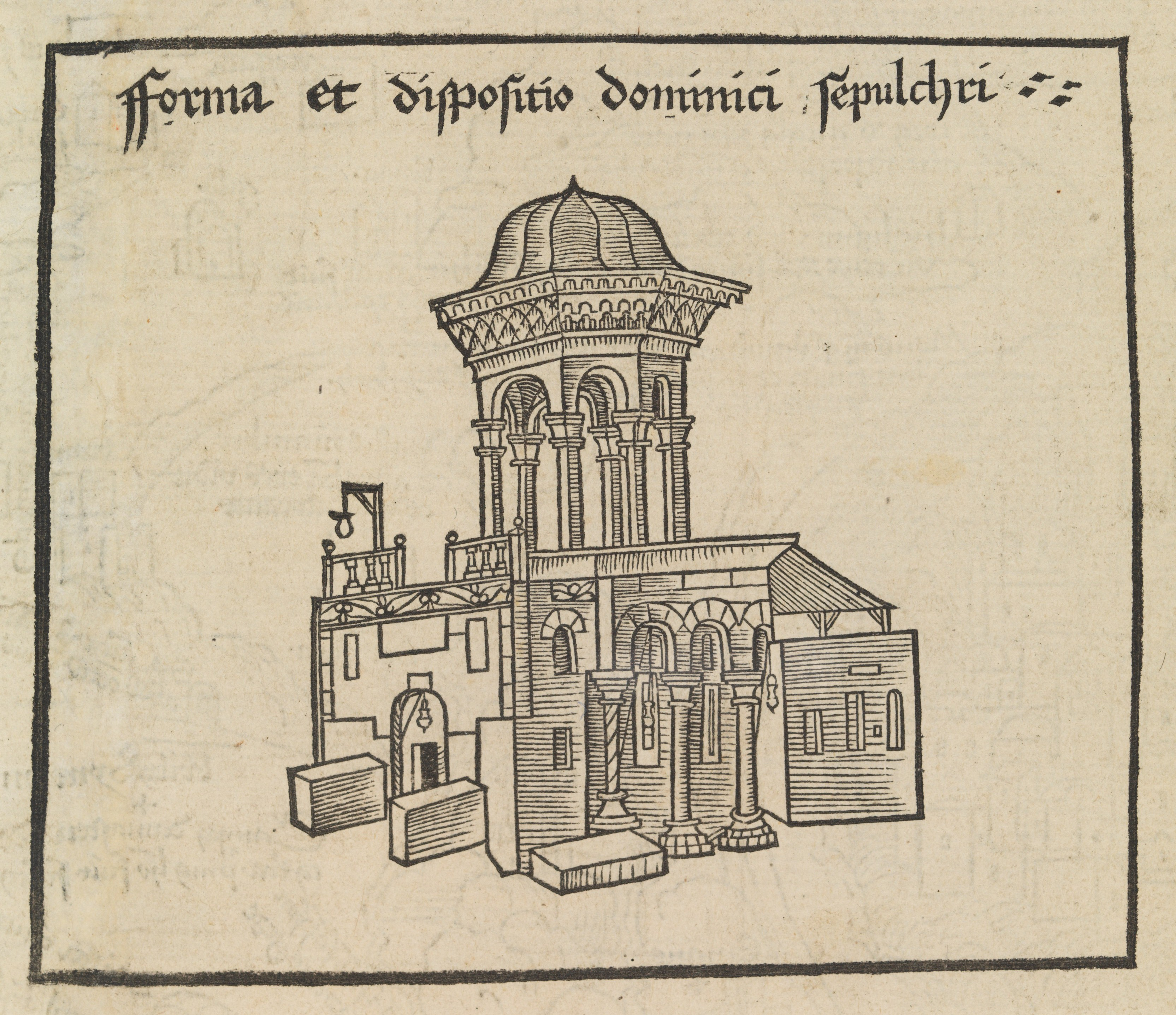
Illustration du Saint-Sépulcre de l'édition de 1486 de Peregrinatio in Terram Sanctam, Metropolitan Museum of Art.

Peregrinatio in Terram Sanctam (Voyage en Terre Sainte) est un récit de voyage de Bernhard von Breydenbach publié en latin et en allemand à Mayence en 1486, dans lequel il raconte les conditions matérielles de son pèlerinage à Jérusalem et au mont Sinaï et donne une description des villes, des régions et des peuples rencontrés. L’ouvrage, premier livre de voyage illustré à être imprimé, rencontra un succès immédiat. Constamment réédité, traduit dans plusieurs autres langues, il devint rapidement un classique du genre.